# Адамс, Герберт (историк)
Герберт Бакстер Адамс (англ. Herbert Baxter Adams; 16 апреля 1850, Шьютсбери, Массачусетс — 30 июля 1901, Амхерст, Массачусетс) — американский историк, педагог, профессор Университета Джонса Хопкинса, доктор философии и права, редактор. Основатель научной школы американских историков.

## Биография
Выходец из Новой Англии, Герберт Б. Адамс не принадлежал к знаменитому «клану Адамсов», давшему Америке двух президентов и нескольких известных политиков и литераторов. Его родители были людьми скромного достатка и образования, однако приложили все усилия для того, чтобы дать образование своим детям.
Обучался в Академии Филлипса в Эксетере и Амхерстском колледже (1868—1872). Продолжил учёбу в Германии в Гейдельбергском университете, где изучал философию, историю и политологию, ученик Иоганна Густава Дройзена. В 1876 году получил степень доктора философии (Ph.D.) с отличием и степень в области политологии. В Гейдельберге посещал семинар Иоганна Блюнчли по государствоведению, международному праву и сравнительной конституционной истории.
После его возвращения на родину, в 1876 году стал преподавателем и в 1883 году — профессором истории, политологии и экономики в Университете Джонса Хопкинса, где продолжал читать лекции до своей смерти в 1901 году. Адамс был одним из основных проводников «германского влияния» в американской историографии.
После основания Американской исторической ассоциации в 1884 году стал её секретарём, занимал эту должность до 1900 года и редактировал опубликованные ею документы.
С 1882 года редактировал «Исследования Университета Джонса Хопкинса по историческим и политическим наукам». В 1887 году — редактор «Contributions to American Educational History», серий «The Study of History in American Colleges and Universities», «The College of William and Mary» и «Thomas Jefferson and the University of Virginia».
Внёс большой вклад в развитие американской институциональной и экономической истории. Роль Герберта Адамса в американской историографии не исчерпывается «тевтонской теорией». Адамса считают одной из ключевых фигур в процессе трансформации американского исторического знания от «литературной» к «научной» стадии. 
Автор нескольких книг по истории. Был членом историко-генеалогического общества Новой Англии в 1881—1886 годах.

## Избранные труды
- Germanic Origin of New England Towns. In: Johns Hopkins University Studies in History and Political Science, Band 1, Nr. 2, 1883
- Maryland’s Influence in Founding a National Commonwealth (1877)
- Life and Writings of Jared Sparks (1893)
- Methods of teaching history, Boston 1883
- Methods of historical study, 1884
- Notes on the literature of charities, Baltimore 1887
- Study and teaching of history, 1898
- The teaching of history, Annual Report American Historical Association for the Year 1896, Washington 1897, S. 243—263
- Historical scholarship in the United States, 1876—1901, Johns Hopkins Press 1938
- The Study of history in American colleges and universities, Washington 1887
- Jared Sparks and Alexis de Tocqueville, Johns Hopkins Press 1898
- Is history past politics? Baltimore 1895
- Norman constables in America, 1883
- Saxon-tithing men in America, 1883
- Public educational work in Baltimore, Johns Hopkins Press 1899
- Thomas Jefferson and the University of Virginia, 1888
- Work among working women in Baltimore. A social study, Baltimore 1889

## Память
Американская историческая ассоциация в 1905 году учредила премию имени Герберта Бакстера Адамса, которая ежегодно присуждается авторам новых книг по истории Европы.